# Eublemma batanga
Eublemma batanga är en fjärilsart som beskrevs av Max Wilhelm Karl Draudt 1950. Eublemma batanga ingår i släktet Eublemma och familjen nattflyn. Inga underarter finns listade i Catalogue of Life.